# Tượng đá Dolhareubang

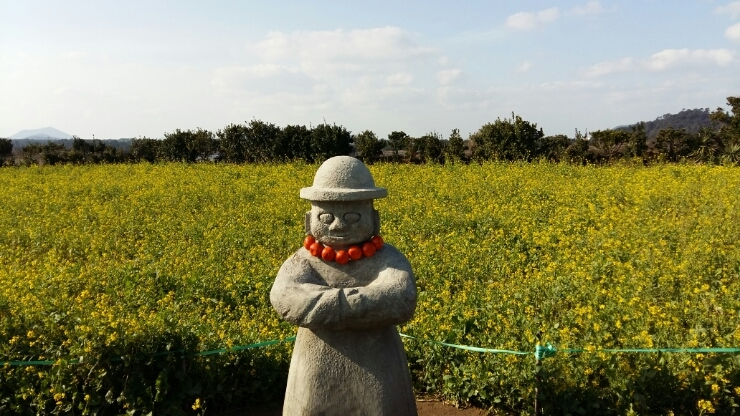
Tượng Hareubang bên cánh đồng hoa cải dầu

Dolhareubang (Hangul: 돌 하르방) là những tượng đá đặc trưng và là cột mốc đại diện của đảo Jeju. Tượng được làm bằng cách chạm khắc đá Bazan, có chiều cao khoảng 130 cm ~ 190 cm. Tượng được công nhận là Di sản văn hóa dân gian địa phương số Hai vào ngày 25 tháng 8 năm 1971.

## Tổng quan
Người ta ước tính rằng tượng đá Hareubang được chế tác vào khoảng năm 1754 (năm trị vì thứ 30 của vua Yeongjo). Tượng Dolhareubang được dựng ở trước cổng vào Jeju-mok, Jeonghee-hyeon, Daejeong-hyeon, có vai trò giống nhưng cột gỗ Jangseung không chỉ mang tính chất hộ mệnh, pháp thuật mà còn như một biểu tượng đánh dấu ranh giới. Hiện nay, một số địa điểm tại Thành phố Jeju như Đại học Quốc gia Jeju, Trụ sở Ủy ban thành phố Jeju, đền Samseonghyeol, tòa Gwandeokjeong đang lưu giữ 21 kho tượng Dolhareubang, tại Seongeub-ri, huyện Pyoseon, thành phố Seogwipo hiện có 12 pho tượng; Inseong-ri, Anseong-ri và Boseong-ri có 12 pho tượng (tổng cộng có 45 pho tất cả).
Dolhareubang là từ địa phương của đảo Jeju, được tạo ra từ giữa thế kỉ 20 có nghĩa là "Ông già được làm từ đá". Ngoài ra, tượng còn được gọi với nhiều tên khác nhau như Beoksoomeori, Mooseokmok(武石木), Wooseokmok (偶石木). Theo sử sách Đam La ghi chép lại, tượng còn được gọi là Ongjungseok(翁仲石), tuy nhiên hiện nay không còn sử dụng cái tên ấy nữa.
Ở Mãn Châu (Trung Quốc) người ta tìm thấy được bức tượng người đá thời nhà Liêu (遼) (Năm 907- 1125) có diện mạo rất giống với tượng Dolhareubang của Jeju. Do đó, dự đoán trong tương lai sẽ có một cuộc tranh chấp liên quan đến nguồn gốc của tượng Dolhareubang này.

## Hình dáng

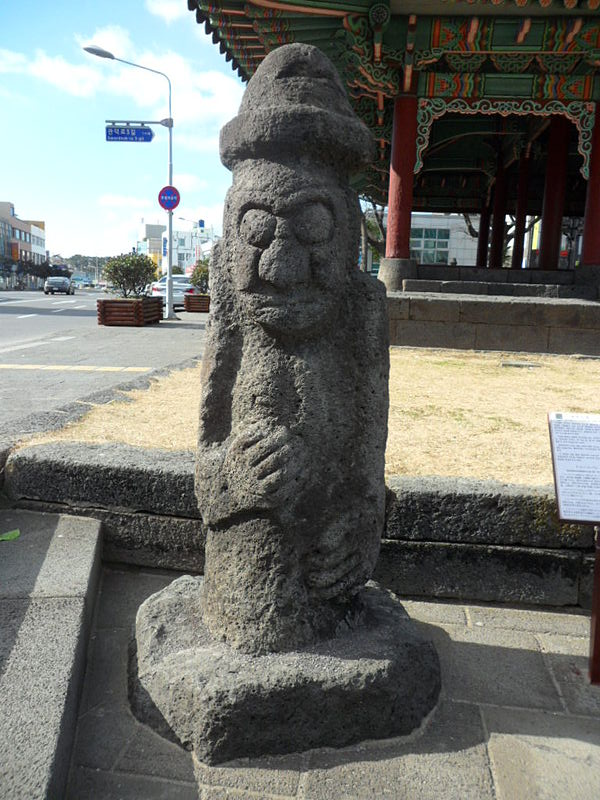
Bức tường đá ở mặt trước tòa Gwandeokjeong

Dolhareubang được tạo ra bằng cách chạm khắc đá bazan, tùy theo mỗi vùng của đảo Jeju mà chiều cao tượng sẽ có chút khác nhau. Chiều cao trung bình của mỗi Dolhareubang ở thành phố Jeju là 187 cm, ở Seongeub là 141 cm, ở Daejeong là 134 cm. Chiều cao lớn nhất của Dolhareubang là 266 cm, nhỏ nhất là 103 cm. Dolhareubang thường đội một chiếc mũ vành, miệng hơi mỉm cười, mắt lồi ra và không có đồng tử, mũi to và rộng, tay đặt trên bụng. Thường thì tượng chỉ có phần thân trên mà không có có chân hoặc thân dưới.   

## Tượng đá Dolhareubang hiện đại
Nếu nhân vật đại diện của Đảo Phục Sinh là Moai, thì nhân vật đại diện của đảo Jeju chính là Dolhareubang. Gần đây, đảo Jeju cũng đang gấp rút xây dựng hình nhân vật đại diện cùng các sản phẩm du lịch cách điệu từ tượng đá Dolhareubang. Một ví dụ tiêu biểu đó chính là "Hareubang Jedori bé nhỏ" - nhân vật quảng bá cho Triển lãm Quýt đảo Jeju. "Hareubang Jedori bé nhỏ" đang hoạt động tích cực với vai trò là đại sứ quảng bá nền kinh tế mang tính xã hội của Jeju, đại sứ quảng bá cho Triển lãm Quýt đảo Jeju và là hình ảnh sử dụng trong sách dạy tiếng Jeju bản địa dành cho trẻ em. Như vậy, Dolhareubang đang thay đổi diện mạo, trở thành một hình tượng quan trọng không thể thay thế của đảo này.